# 속갈비사이근
속갈비사이근(internal intercostal muscles), 또는 내늑간근은 갈비뼈 사이에 위치한 골격근들이다. 양쪽에 11개씩, 총 22개가 존재한다. 앞쪽에서는 복장뼈, 참갈비뼈의 갈비연골 사이의 갈비사이공간, 그리고 거짓갈비뼈 연골의 앞쪽 끝에서 시작하여 갈비뼈의 각만큼 뒤쪽으로 확장된다. 이후에는 얇은 널힘줄과 뒤갈비사이막에 의해 척주까지 연속된다. 속갈비사이근이 작용하면 복장뼈와 갈비뼈를 위안쪽으로 당긴다.

## 구조
속갈비사이근의 섬유는 비스듬히 주행하지만 똑같이 비스듬히 주행하는 바깥갈비사이근 섬유의 방향과는 반대 방향이다. 속갈비사이근은 갈비뼈의 고랑에서 일어나 바깥갈비사이근과 수직 방향으로 달려 아래쪽 갈비뼈의 윗면에 닿는다. 이런 근육 섬유의 배열 방향은 속갈비사이근이 수축 시 날숨을 돕게 한다.
대부분 날숨 근육으로 작용한다. 숨을 내쉴 때 속갈비사이근의 뼈사이부분(위쪽 갈비뼈와 아래쪽 갈비뼈의 뼈 부분 사이에 있는 속갈비사이근의 일부)은 갈비뼈를 내리고 뒤로 들여 가슴안을 압축하고 공기를 배출시킨다. 그러나 속갈비사이근은 기침과 같은 강제 날숨 또는 운동 중에만 작용하며 평상시의 안정된 호흡에서는 작용하지 않는다. 바깥갈비사이근과 속갈비사이근의 갈비연골사이부분(위쪽과 아래쪽 갈비연골 사이에 있는 속갈비사이근의 일부)은 갈비뼈를 들어올리고 가슴안을 넓히는 것을 보조하여 들숨 시에 작용한다.

## 추가 이미지
위키미디어 공용에 속갈비사이근 관련 미디어 분류가 있습니다.

빨간색으로 표시된 속갈비사이근.
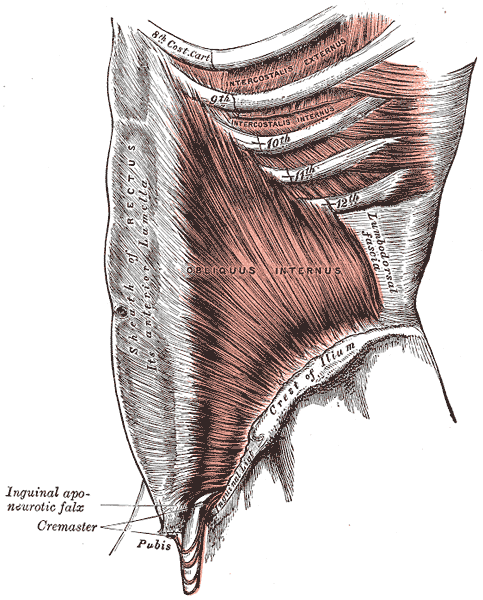
속갈비사이근.
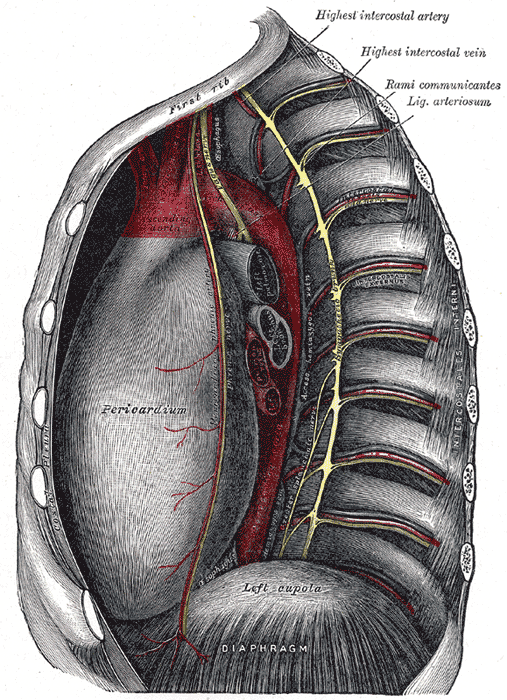
가슴의 교감신경줄기.

## 참고 문헌
이 문서는 현재 퍼블릭 도메인에 속하는 그레이 해부학 제20판(1918) page 403의 내용을 기초로 작성된 글이 포함되어 있습니다.
1. ↑  Tang A, Bordoni B. Anatomy, Thorax, Muscles. [Updated 2020 Jul 27]. In: StatPearls [Internet]. Treasure Island (FL): StatPearls Publishing; 2020 Jan-. Available from: https://www.ncbi.nlm.nih.gov/books/NBK538321/
2. ↑  “The Action of the Internal Intercostals”. 《www.yorku.ca》.